# Aphidius delicatus
Aphidius delicatus är en stekelart som beskrevs av Baker 1909. Aphidius delicatus ingår i släktet Aphidius och familjen bracksteklar. Inga underarter finns listade i Catalogue of Life.